# Yoëll van Nieff
Yoëll van Nieff (Groningen, 17 juni 1993) is een Nederlands voetballer die doorgaans als verdediger speelt. Hij verruilde Heracles Almelo in juli 2019 voor Puskás Akadémia. Medio 2023 ging hij naar Mumbai City FC.

## Clubstatistieken
| Seizoen | Club               | Wedstrijden | Goals | Competitie     |
| ------- | ------------------ | ----------- | ----- | -------------- |
| 2011/12 | FC Groningen       | 0           | 0     | Eredivisie     |
| 2012/13 | FC Groningen       | 1           | 0     | Eredivisie     |
| 2013/14 | → FC Dordrecht     | 21          | 9     | Eerste divisie |
| 2013/14 | FC Groningen       | 11          | 0     | Eredivisie     |
| 2014/15 | FC Groningen       | 24          | 1     | Eredivisie     |
| 2015/16 | → Excelsior        | 5           | 0     | Eredivisie     |
| 2016/17 | FC Groningen       | 23          | 0     | Eredivisie     |
| 2017/18 | FC Groningen       | 21          | 1     | Eredivisie     |
| 2018/19 | Heracles Almelo    | 15          | 0     | Eredivisie     |
| 2019/20 | Puskás Akadémia FC | 28          | 2     | NB I           |
| 2020/21 | Puskás Akadémia FC | 24          | 0     | NB I           |
| 2021/22 | Puskás Akadémia FC | 28          | 0     | NB I           |
| 2022/23 | Puskás Akadémia FC | 14          | 1     | NB I           |
| Totaal  |                    | 215         | 14    |                |

## Erelijst
Met  FC Groningen
| Nationaal          |    |         |
| Winnaar KNVB beker | 1x | 2014/15 |